# Futuna
Futuna es una isla en el océano Pacífico que pertenece a la colectividad francesa de ultramar (colectividad d'outre-mer o COM) de Wallis y Futuna. Es una de las islas Hoorn o Horne Îles, cerca de Alofi otra isla que pertenece al mismo archipiélago. Ambas son un remanente de un volcán extinto, ahora bordeadas por una franja arrecifal.
La isla es famosa por ser el lugar (donde la catedral de Poi está actualmente), en el cual Pedro Chanel fue martirizado en 1841, convirtiéndose en el primer y único santo católico de toda la Polinesia.

## Historia

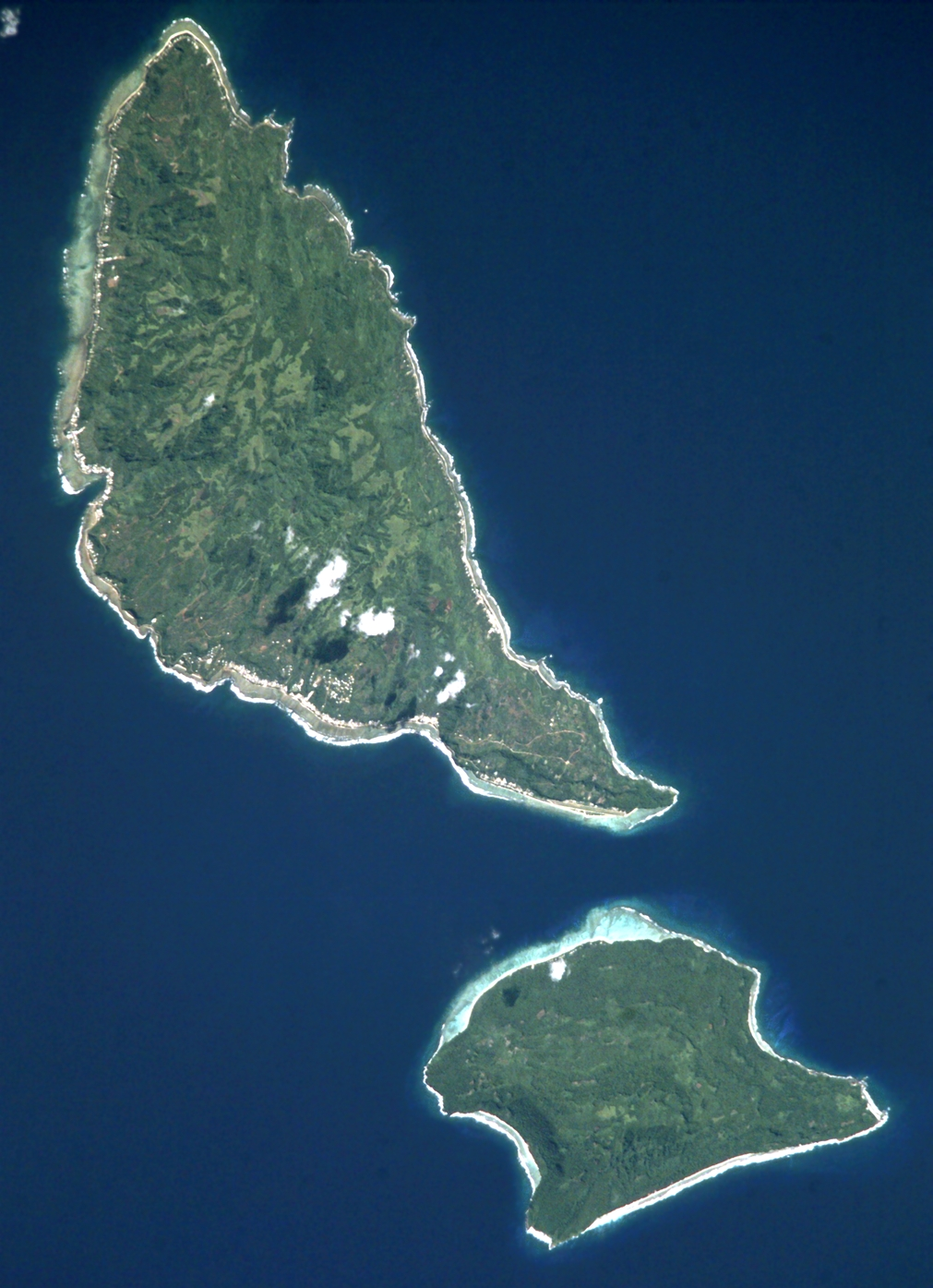
Futuna y Alofi

Futuna y Alofi fueron puestas en los mapas europeos por Willem Schouten y Jacob Le Maire durante su famosa  circunnavegación del globo con el buque de la Eendracht en 1616. Después de haber venido de Niuafoou, de repente cambiaron su curso de oeste a noroeste y se toparon con esta isla. La llamaron Eylanden Hoorn, por la ciudad de Hoorn, donde nació Schouten, que se convirtió en Horne en francés y en inglés. Aprendiendo de sus experiencias anteriores, comenzaron con una demostración de fuerza a los nativos que se acercaron a ellos, que se tradujo en un trueque pacífico con los cocos, el ñame y los cerdos de un lado y los clavos de hierro, camas y cuchillos de la otra. Encontraron una hermosa bahía, un puerto natural a lo largo de la costa suroeste de Futuna, que llamaron Unidad por el buque baai Eendrachts (bahía de la Unidad). Esta es la ensenada de Sigave cerca Leava de hoy. Ellos fueron a tierra a buscar agua y se reunieron con el rey, quien les dijo a sus súbditos que sus invitados no iban a robarlos. De esta manera amable los neerlandeses eran capaces de reponer sus reservas. Unos días más tarde el rey de la otra isla, Alofi, vino a visitarlos con 300 hombres. Los dos reyes fueron muy corteses el uno con el otro, y preparon una gran fiesta. La ceremonia de kava y umu fueron organizadas. Schouten y Le Maire fueron probablemente los primeros europeos en ser testigos de esto, y la descripción que dieron todavía suena familiar en la actualidad.
Sin hostilidades, Schouten y Le Maire tuvieron la oportunidad de estudiar cuidadosamente las islas Futuna. Pero su descripción de los isleños no fue halagadora. A pesar de que la alabanza a los hombres por ser bien proporcionados, describieron a las mujeres como feas, enfermas con los pechos colgando de sus vientres como carteras vacías. Dijeron que todos ellos andaban desnudos y copularon en público, incluso delante de su rey venerado.

## Geografía
La población es de 4.871 personas (censo de 2003), de los cuales 2.991 residen en Alo y 1.880 en Sigave. El punto más alto de Futuna es el Monte Puke con 524 m, y la isla tiene una superficie total de 83 km², con 53 km² de Sigave y 30 km² de Alo.
Junto con el sur Alofi y algunos arrecifes forman el archipiélago de Islas de Hornos.
Su "capital" es el pueblo de Leava. La isla cuenta actualmente con unos 4.700 habitantes.
El aeropuerto de Pointe Vele en el extremo oriental de la isla se conecta con el de la isla de Wallis (aeropuerto de Hihifo).